# Mother Tongue
Mother Tongue è un singolo del gruppo musicale britannico Bring Me the Horizon, pubblicato il 24 gennaio 2019 come quarto estratto dal sesto album in studio Amo.

## Descrizione
Il brano è stato descritto come una ballata dance pop e pop rock. Definita una canzone d'amore dal cantante Oliver Sykes, è da lui paragonata a Drown, brano contenuto nel precedente album del gruppo That's the Spirit.

## Tracce
Download digitale
1. Mother Tongue – 3:39

Download digitale – remix
1. Mother Tongue (Sub Focus Remix) – 3:15

## Formazione
Gruppo
- Oliver Sykes – voce
- Lee Malia − chitarra
- Jordan Fish − programmazione, cori
- Matthew Kean − basso
- Matthew Nicholls − batteria

Produzione
- Jordan Fish − produzione
- Oliver Sykes − produzione
- Romesh Dodangoda − ingegneria del suono
- Daniel Morris − assistenza tecnica
- Alejandro Baima − assistenza tecnica
- Francesco Cameli − assistenza tecnica
- Dan Lancaster − missaggio
- Rhys May − assistenza al missaggio
- Ted Jensen − mastering

## Classifiche
| Classifica (2019)          | Posizione massima |
| -------------------------- | ----------------- |
| Regno Unito                | 68                |
| Regno Unito (rock & metal) | 4                 |
| Stati Uniti (rock)         | 23                |